# Lilian Marguerite Medland
Lilian Marguerite Medland (verheiratet Lillian Marguerite Iredale; * 29. Mai 1880 in North Finchley, London; † 16. Dezember 1955 in Queenscliff, New South Wales) war eine britisch-australische Krankenschwester und Vogelzeichnerin. Sie war mit dem Ornithologen und Malakologen Tom Iredale verheiratet.

## Leben
Medland war die Tochter von Lewis Medland und seiner Frau Ada Emmeline Cranstone, eine Nichte des Künstlers Lefevre James Cranstone. Ihr Vater war ein wohlhabender Naturforscher, Großwildjäger sowie Mitglied der Zoological Society of London. Lilian Medland wurde von einer Gouvernante erzogen und liebte das Zeichnen in der Natur. Zudem malte sie Miniaturen. Als Mädchen zog sie zwei Löwenbabys auf und hielt sich einen Specht in ihrem Atelier. Mit 16 Jahren verließ sie ihr Elternhaus, um eine Ausbildung zur Krankenschwester am Guy’s Hospital zu absolvieren.
Einer der leitenden Chirurgen, bei dem sie arbeitete, Charles Stonham, war Ornithologe. 1906 begann sie mit ihm 318 Schwarz-Weiß-Tafeln für dessen fünfbändiges Werk Birds of the British Islands zu illustrieren. Da sie zuvor nicht als professionelle Künstlerin tätig war, verbrachte sie viel Zeit im Londoner Zoo. 1907 verlor sie nach einem Diphtherieanfall einen Großteil ihres Hörvermögens, setzte aber unabhängig ihre Arbeit als Krankenschwester und Malerin fort.
1911 wurde sie eingeladen, für die 5. Auflage von William Yarrells Buch A History of British Birds Illustrationen anzufertigen. Der Erste Weltkrieg verhinderte die Fertigstellung des Werks, aber 1972 wurden die 248 Bilder, die Medland gemalt hatte, in tadellosem Zustand wiederentdeckt.
1913 lernte sie Tom Iredale kennen, den sie 1923 heiratete. Im selben Jahr wanderte sie mit ihren Kindern nach Australien aus. Lilian Iredale malte dreißig Vogelarten für das Australian Museum, die 1925 als Postkarten herausgegeben wurden. Zwischen 1921 und 1925 fertigte sie für Gregory Mathews’ 12-bändiges Werk Birds of Australia (1910–1927) 53 Tafeln mit 883 australischen Vögeln an. Sie illustrierte Artikel in verschiedenen Zeitschriften und schuf Tafeln für die Bücher ihres Mannes, Birds of Paradise and Bower Birds (1950), Birds of New Guinea (1956) und ein geplantes Buch über australische Eisvögel. Ihre Zeichnung eines Solandersturmvogels (Pterodroma solandri) wurde postum auf einer 1961 herausgegebenen Briefmarke der Norfolkinsel verwendet.
Lilian Iredale starb am 16. Dezember 1955 in ihrem Haus in Queenscliff an Krebs und wurde eingeäschert. Eine Biografie über ihr Leben, Seen But Not Heard: Lilian Medland’s Birds, wurde 2014 von Christobel Mattingley veröffentlicht und enthält alle 53 Tafeln aus Gregory Mathews’ unveröffentlichtem Werk Manual of Australian Birds, die in den 1930er Jahren angefertigt wurden.